# ابوطالب یحیی
أبی طالب یحیی بن الحسین بن هارون الهارونی الحسنی معروف به ناطق بالله و ناطق بالحق (۹۵۱–۱۰۳۳) امام زیدیهٔ دیلمان و گیلان بود.
ابوطالب یحیی همانند برادر کوچکترش احمد مؤید بالله از جمله مشهورترین بازماندگان حسن بن علی بودند. این دو برادر به نام برادران هارونی معروف بودند. این دو در خانواده‌ای امامی رشد کرده و سپس تحت تأثیر استاد خود ابوالعباس حسنی به زیدیه پیوستند و از مهمترین مراجع این مذهب محسوب می‌گردند. ابو طالب پس از برادرش در نواحی گیلان و دیلمان به امامت رسید. از وی آثاری در دانش‌های کلام و فقه و حدیث و تاریخنگاری باقی‌مانده‌است. او از اولین کسانی است که در سنت معتزلی به شیوهٔ اهل کلام آثاری در اصول فقه تدوین کرده‌است. از آثار او «الدعامة فی تثبیت الإمامة» در انتقاد از امامیه و «الافادة فی تاریخ الائمة السادة» است.